# Sujánszky Jenő
Sujánszky Jenő (Budapest, 1929. augusztus 4. – Párizs, 2022. február 19.) magyar vegyész, 1956-os szabadságharcos.

## Iskolái és a háború
Gyermekkorát Siófokon töltötte, ahol az elemi iskola négy osztályát is végezte. Édesapjának gyógyszertára volt Balatonkilitiben, később Balatonújhelyen (ma Siófok részei). 1939-től a kőszegi Hunyadi Mátyás Középiskolai Nevelőintézetben tanult. 1943. őszén a nagyváradi Gábor Áron Tüzér-hadapródiskolába iratkozott, itt végezte a középiskola ötödik évét. 1944 decemberében, 15 évesen önként jelentkezett katonai szolgálatra és egy magyar tüzérüteggel végigharcolta Budapest ostromát. "A nyilasokkal semmi kapcsolatunk nem volt, a zsidóellenes kegyetlenségeket mélységesen elítéltem, a mi körletünkbe nyilas nem tehette be a lábát. Végigharcoltam a budapesti katlancsatát Kelenföldön, Dél-Budán. A kitörés napján estem fogságba, ahonnan sikerült megszöknöm" – emlékezett később. 
A középiskolát a budapesti Fáy András Gimnáziumban fejezte be, majd a Pázmány Péter Tudományegyetem gyógyszerész karán tanult, de tanulmányait 1947-ben meg kellett szakítania, mert édesapja foglalkozása miatt "osztályidegennek" bélyegezték. Apja gyógyszertárát államosították. Segédmunkás, majd irodai dolgozó lett a Gyógyáru Értékesítő Vállalatnál.

## Mezartin és a börtön
1949-től földalatti ellenálló csoportot szervezett, a Hadapródok Szervezetét, "Mezartin" fedőnéven, de 1955 végén az ÁVH leleplezte és a következő év májusában a népi demokrácia elleni fegyveres összeesküvés vádjával 17 év fogházbüntetésre ítélték, mint a per elsőrendű vádlottját. (Az enyhének számító büntetést azért kaphatta, mert ekkor a Hruscsov irányította Szovjetunióban már megkezdődött az enyhülés.)
A mintegy ötven tagú, konspiratív módon felépített szervezet arra készült, hogy ha háború törne ki, vagy a szovjet csapatok elhagynák Magyarországot, elfoglalnák Budapesten a Rádió épületét, a lakihegyi adótornyot, fegyverraktárakat és kiszabadítanák a politikai foglyokat. A szervezetnek volt hírszerző, helykijelölő, gépkocsiszerző, igazolványkészítő csoportja. Kidolgozták a "Szegedi tervet" is, amely szerint alkalom adtán Szegeden katonai zendülést szerveztek és másutt is megmozdulásokat kezdeményeztek volna. Veresége esetén Jugoszlávia felé vezetett volna a menekülési útvonal. 
A per tárgyalása során a csoportot azzal vádolták, hogy a Horthy-rendszert akarták visszaállítani. Ez ellen Sujánszky egy interjúban évtizedekkel később is tiltakozott: " Katonai pályára nevelt fiatalként személyes megaláztatásként és a nemzeti becsület sárbatiprásaként értékeltem, hogy Horthy szó nélkül tűrte, sőt, legitimálta az ország német megszállását 1944 márciusában. És ami még jobban megdöbbentett: ‘44 nyarán, amikor hazamentem vakációra Siófokra, gyerekkori barátaim közül több tucatot nem találtam otthon. Zsidó származásuk miatt deportálták őket, ugyanúgy, mint ismerőseink jórészét." 
A fogság jelentős részét Sujánszky magánzárkában, illetve erősen megromlott egészségi állapota miatt rabkórházban töltötte. 1956 szeptemberében fellebbviteli bíróság tárgyalta újra ügyét: a forradalmat megelőző erjedésre volt jellemző, hogy a korábban rendkívül szigorú ítéleteket kiszabó bíró enyhítő körülményként értékelte, hogy tettét az ekkor már a Szovjetunióban is személyi kultusznak bélyegzett sztálini időszakban követte el. Így büntetését 13 évre szállították le.

## A forradalomban és utána
A forradalom kirobbanása után 1956. október 31-én tüntető tömeg szabadította ki sok rabtársával együtt a Kőbányai Gyűjtőfogházból. (Mint egy televíziós interjúban elmondta, csak a politikai elítélteket szabadították ki.) November 1-jétől 9-éig a Corvin közben harcolt a betörő szovjet hadsereg ellen.
A forradalom leverése után, 1956. november 28-án Ausztriába menekült, majd innen Franciaországba ment tovább. Itt később a Franciaországi Magyar Szabadságharcosok Szövetségének alapítója, főtitkára, majd elnöke lett (a szervezet 1999-ben megszűnt), még később a szabadságharcosok világszövetsége alelnöke lett. A forradalom után 1990-ben látogatott először haza.
1972-től három évtizedig október 23-ai megemlékezéseket szervezett belügyminisztériumi engedéllyel a párizsi Diadalívnél, az ismeretlen katona sírjánál. Franciaországban kétszer tartóztatták le szovjet vezetők érkezése alkalmával. 1989-ig a kommunista rezsim politikai rendőrsége nyomás alatt tartotta Magyarországon élő családtagjait.

## Művei
- Küzdelem a kommunizmus ellen, 1949–1990; 1945–56 Közötti Magyar Politikai Elítéltek Közössége, Bp., 2012

## Kitüntetése
2006-ban Sólyom László köztársasági elnök Nagy Imre-érdemrenddel tüntette ki.